# FIFA-Beachsoccer-Weltmeisterschaft 2015
Die FIFA-Beachsoccer-Weltmeisterschaft 2015 war die achte Austragung des Weltmeisterschaftsturniers für Männer im Beachsoccer, welche von der FIFA organisiert wurde. Sie fand vom 9. bis 19. Juli 2015 in Espinho und damit erstmals in Portugal statt.
Im Finale schlug die Mannschaft von Portugal jene von Tahiti mit 5:3. Die Portugiesen wurden damit nach 2001 zum zweiten Mal Weltmeister. Auf Rang drei und vier folgten Russland und Italien. Brasilien wurde mit der Fairplay-Auszeichnung bedacht.

## Bewerber um die Ausrichtung
Um die Ausrichtung des Turniers bewarben sich im Vorfeld:
- Brasilien
- Bulgarien
- Ecuador
- El Salvador
- Frankreich
- Ungarn
- Mauritius
- Portugal (Ausrichter)
- Russland
- Senegal
- Schweiz
- Thailand